# Schweinau

Lage der Gemarkung 3468 Schweinau

Schweinau ist ein südwestlich der Altstadt innerhalb des mittleren Ringes gelegener Stadtteil der kreisfreien Stadt Nürnberg und war bis 1899 ein eigenständiger Markt mit einer zeitweiligen Magistratsverfassung. Den Namen Schweinau tragen heute die Gemarkung 3468 und der Statistische Bezirk 19. Im Stadtteil liegen die U-Bahnhöfe Schweinau und Hohe Marter sowie der Bahnhof Schweinau der S-Bahn Nürnberg. Im Süden Schweinaus steht der Fernmeldeturm Nürnberg.

## Lage
Das heutige Stadtviertel Schweinau erstreckt sich zwischen der S-Bahn-Linie nach Ansbach (Norden) bis zum Main-Donau-Kanal (Süden) bzw. von der ehemaligen Infanteriekaserne der Bundeswehr (in der Gustav-Adolf-Straße, heutiger Tillypark) im Westen bis zur Bahnlinie Richtung Treuchtlingen/Augsburg (als Grenze zu Sandreuth) im Osten.

## Geschichte
Der Ort wurde im 12. Jahrhundert als „Swinawe“ erstmals urkundlich erwähnt. Die „Schwein“-Au (d. h. „Schweinwiese“) entstand am feuchten Wiesengelände des in den einstigen „Geißsee“ einmündenden Hirtengrabens, etwa drei Kilometer weit vorm Spittlertor der Reichsstadt. Am Namen unschwer erkennbar handelte es sich ursprünglich um einen von Viehzucht geprägten Raum.
Mittelalterliche Rodungen drängten den für die Viehzucht wichtigen Wald zurück und Schweinau lag schließlich komplett im Rodungsland.
Gegen Ende des 18. Jahrhunderts gab es in Schweinau 60 Anwesen (3 Wirtshäuser, 4 Schenkstätten, 3 Höfe, 3 Halbhöfe, 4 Viertelhöfe, 30 Güter, 10 Häuser, 1 Tabakfabrik, Hirtenhaus und Schulhaus). Das Hochgericht übte teils das brandenburg-ansbachische Oberamt Cadolzburg, teils das Oberamt Schwabach aus, was aber von der Reichsstadt Nürnberg bestritten wurde. Die Dorf- und Gemeindeherrschaft und die Grundherrschaft über alle Anwesen hatte das bambergische Dompropsteiamt Fürth inne.
Im Rahmen des Gemeindeedikts wurde 1808 der Steuerdistrikt und die Ruralgemeinde Schweinau gebildet. Sie war in Verwaltung und Gerichtsbarkeit dem Landgericht Nürnberg zugeordnet und in der Finanzverwaltung dem Rentamt Fürth. Ab 1862 war das Landgericht Nürnberg (1879 in Amtsgericht Nürnberg umbenannt) nur noch für die Gerichtsbarkeit zuständig, während die übergeordnete Verwaltung vom Bezirksamt Nürnberg übernommen wurde. Seit 1871 gehört Schweinau zum Sprengel des Rentamts Nürnberg (1919 in Finanzamt Nürnberg umbenannt). Die Gemeinde hatte eine Gebietsfläche von 2,279 km².
Schweinaus günstige Lage an der Landstraße via Ansbach nach Stuttgart und via Schwabach nach München verhalfen dem Ort im 19. Jahrhundert zu großem Aufschwung, da man zunächst ausreichend weit von der Stadt Nürnberg entfernt war, um eine eigene Entfaltung verwirklichen zu können.
1850 wurde Schweinau ein eigenständiger Markt, und wurde zum 1. Januar 1899 nach Nürnberg eingemeindet. Im 19. und 20. Jahrhundert wurde das Bild des Stadtviertels vornehmlich von großen Industriebetrieben wie Bosch, Mehnert & Veeck, Vereinigte Deutsche Metallwerke und Zündapp dominiert. Im Zweiten Weltkrieg verzeichnete Schweinau deswegen schwere Schäden durch Fliegerangriffe.
Durch die städtische Überbauung in der Zeit vor dem Ersten Weltkrieg verlor Schweinau seinen abgeschlossenen Siedlungscharakter und verwuchs über St. Leonhard im Norden fest mit der Stadt Nürnberg.

### Baudenkmäler
- Ehemalige Fabrikantenvilla
- Ehemalige Hochspannstation
- Katholische Pfarrkirche St. Wolfgang
- Evangelisch-lutherische Kreuzkirche
- Ehemaliges Rathaus, dann Schulhaus, jetzt Gemeindehaus
- Gasthaus Schwarzer Adler
- Hochbunker Hohe Marter, jetzt Garnisonmuseum Nürnberg
- Denkmäler für die Gefallenen des Krieges 1870/71 und des Ersten Weltkrieges
- Ehemalige Bauernhäuser
- Wohnhäuser

### Einwohnerentwicklung
| Jahr      | 1818   | 1840   | 1852   | 1855   | 1861   | 1867   | 1871   | 1875   | 1880   | 1885  | 1890   | 1895   | 1900   |
| Einwohner | 942    | 1109   | 1193   | 1272   | 1368   | 1674   | 1775   | 2128   | 2397   | 2484  | 2416   | 2640   | 3863   |
| Häuser    | 72     | 86     |        |        |        |        | 141    |        |        | 169   |        |        | 209    |
| Quelle    | [ 12 ] | [ 13 ] | [ 14 ] | [ 14 ] | [ 15 ] | [ 14 ] | [ 16 ] | [ 14 ] | [ 14 ] | [ 8 ] | [ 14 ] | [ 14 ] | [ 17 ] |

## Religion
Der Ort ist seit der Reformation überwiegend protestantisch. Die Einwohner evangelisch-lutherischer Konfession sind in die Kreuzkirche gepfarrt, die Einwohner römisch-katholischer Konfession sind nach St. Wolfgang gepfarrt.

## Sonstiges
Die zweite Folge der Filmreihe Blind Date mit Olli Dittrich und Anke Engelke trägt den Namen Taxi nach Schweinau. Sie wurde 2002 gedreht und 2003 mit dem Adolf-Grimme-Preis und mit dem Bayerischen Fernsehpreis ausgezeichnet.
Der 2014 erschienene Roman Abseits der Kreisklasse von Matthias Hunger spielt im Nürnberger Amateurfußballmilieu, rund um den fiktiven Verein SG Noris aus Schweinau.
Im Refrain des Volkslieds Lasst doch der Jugend ihren Lauf heißt es Tanz mit der Dorl, walz mit der Dorl, bis nach Schweinau mit der Dorl…. Die Ursprünge des Lieds werden im Fränkischen oder auch Südhessischen vermutet, so dass ein Tanz bis nach Schweinau praktisch endlos sein müsste.

## Persönlichkeiten
- Markus Söder (* 1967), aufgewachsen in Schweinau[21], bayr. Ministerpräsident

## Galerie

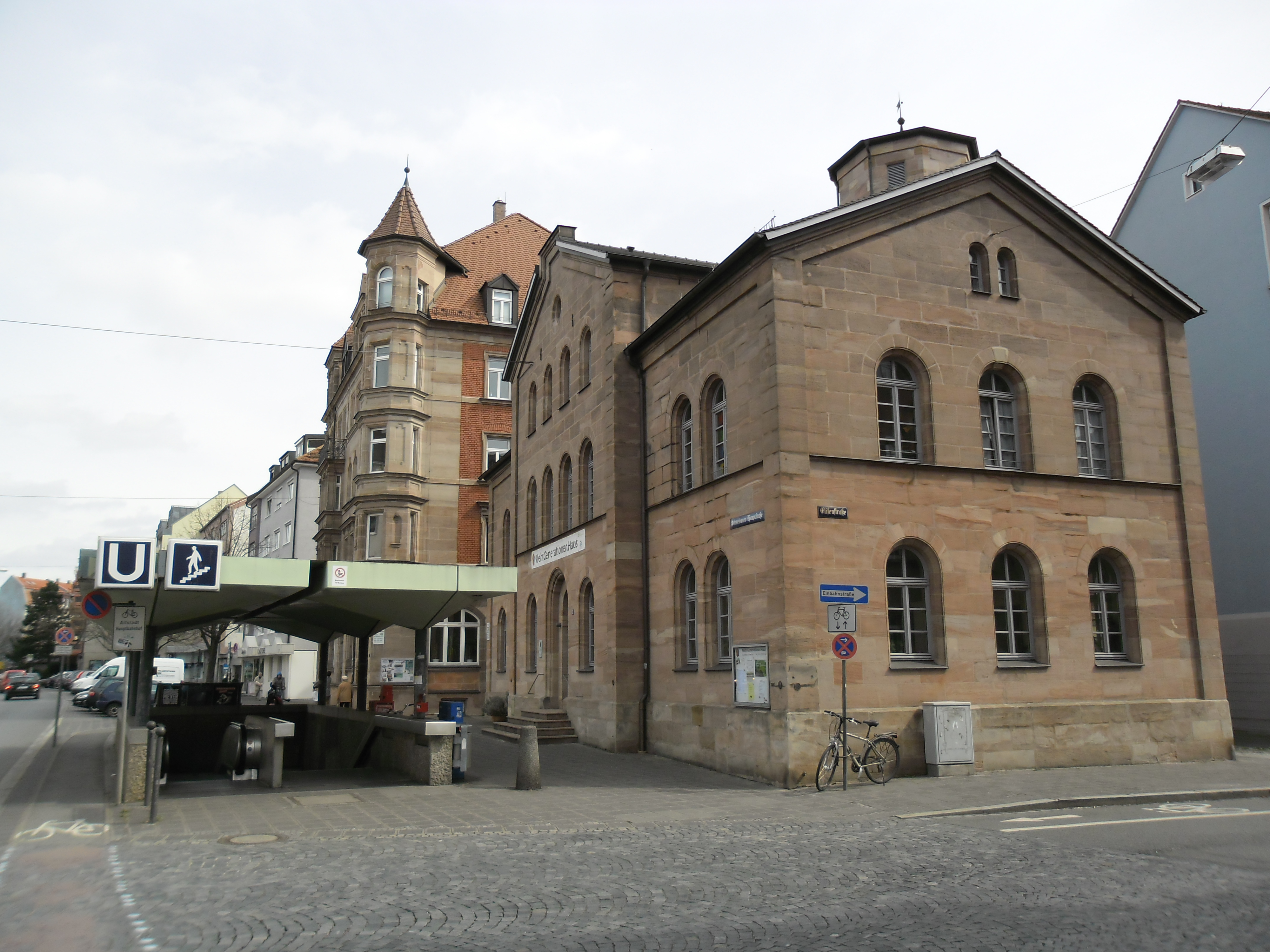
Mehrgenerationenhaus Nürnberg-Schweinau, erbaut um 1858/60 (Schweinauer Hauptstraße 31); links der Ausgang des Schweinauer U-Bahnhofs
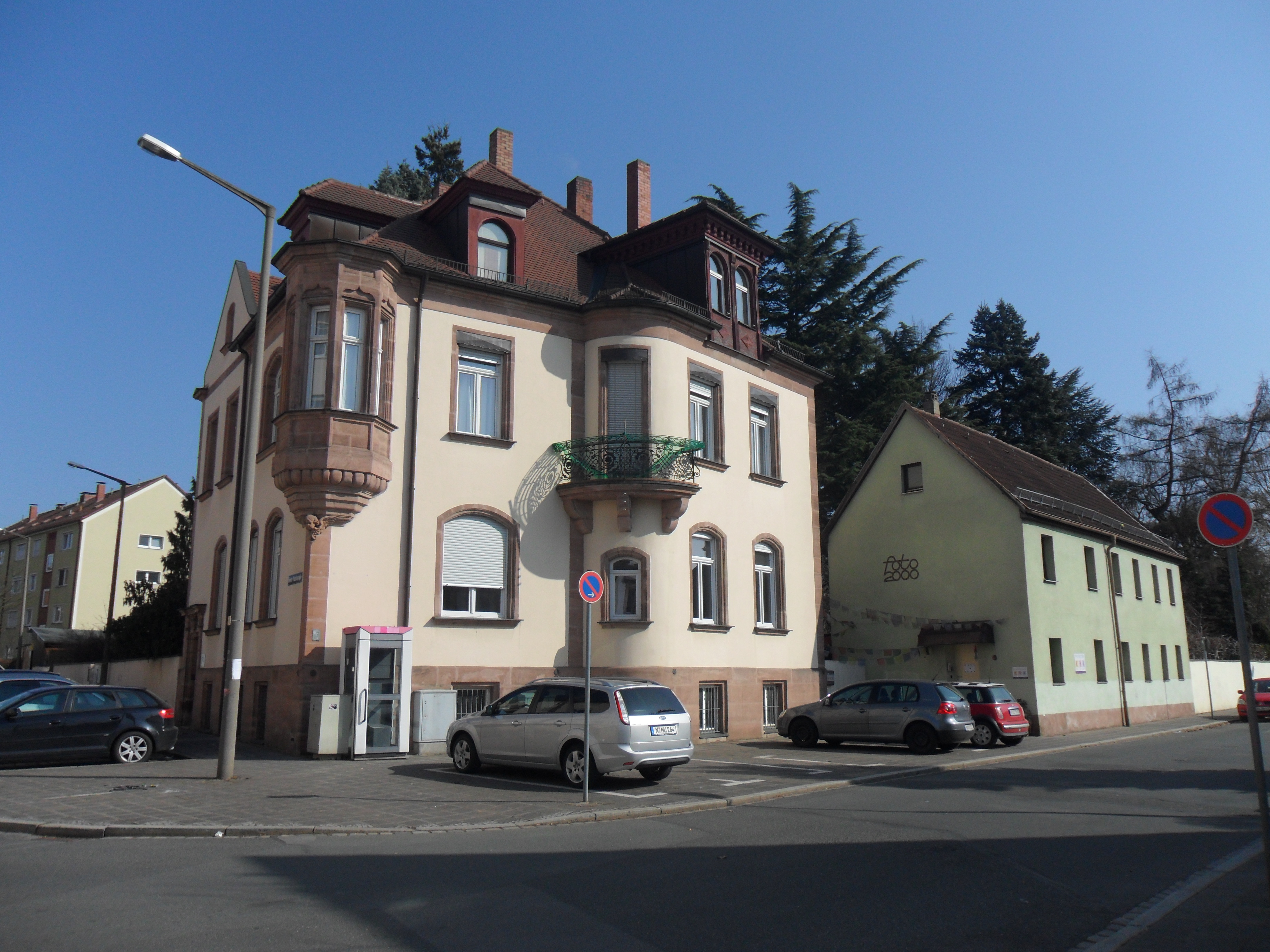
Wohnhaus des Anwesens (J. A. Huck GmbH & Co.KG) in der Hinteren Marktstraße 59 an der Ecke zur Lochnerstraße im Stil eines „reduzierten Historismus“ (1901)
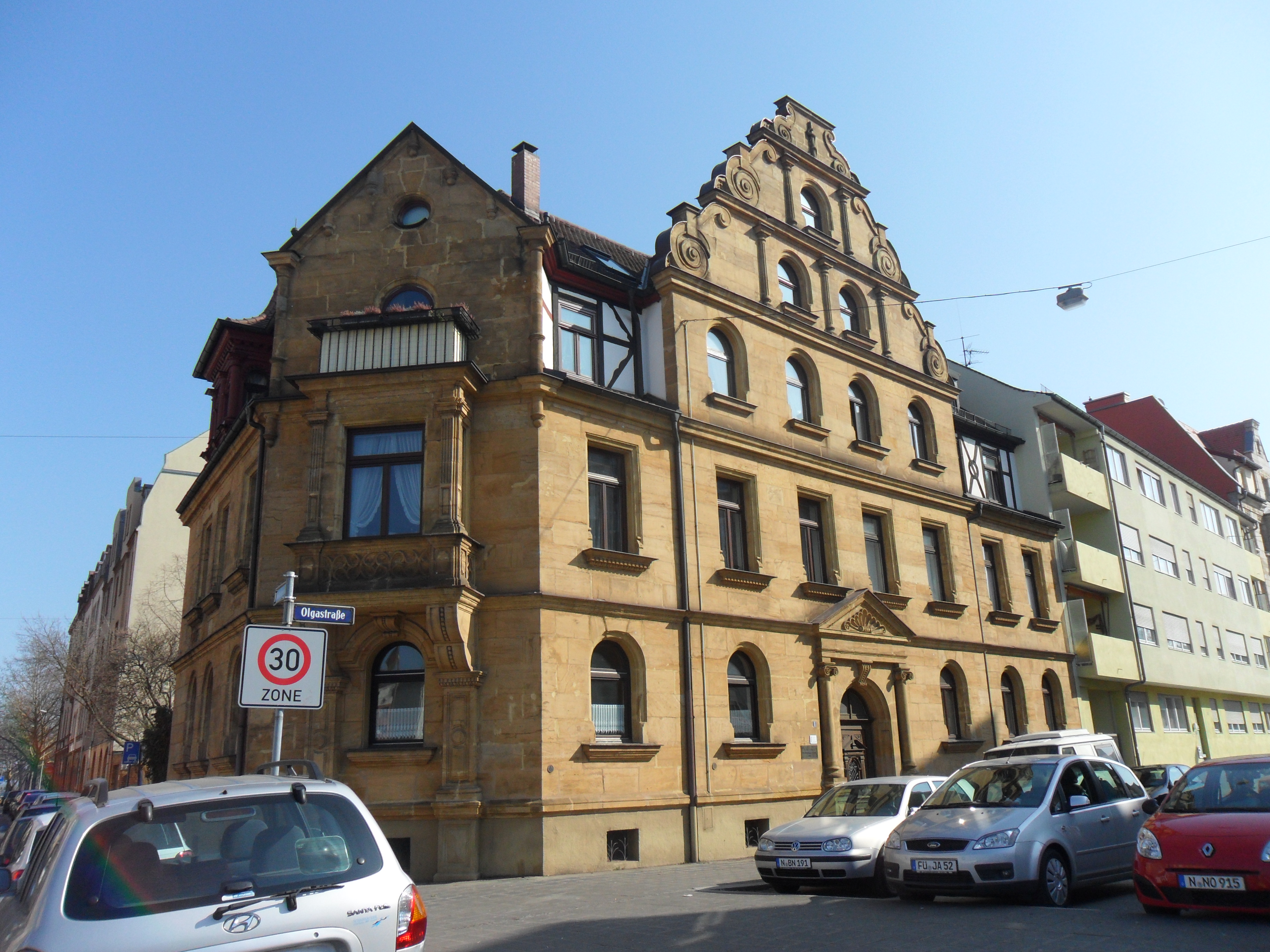
Wohnhaus im Stil der Neurenaissance, um 1900 (Olgastraße 1)
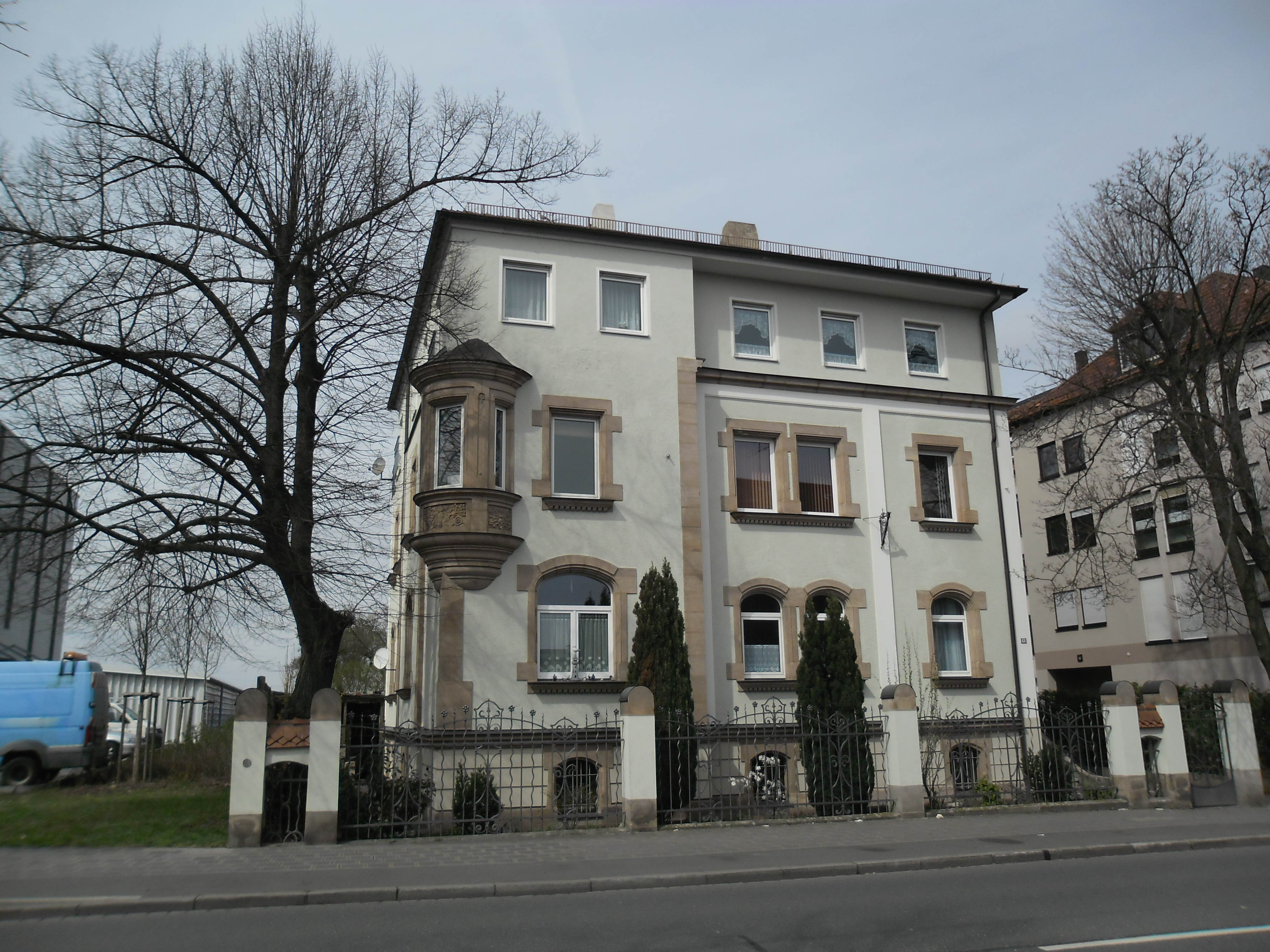
Wohnhaus in der Schweinauer Hauptstraße 68
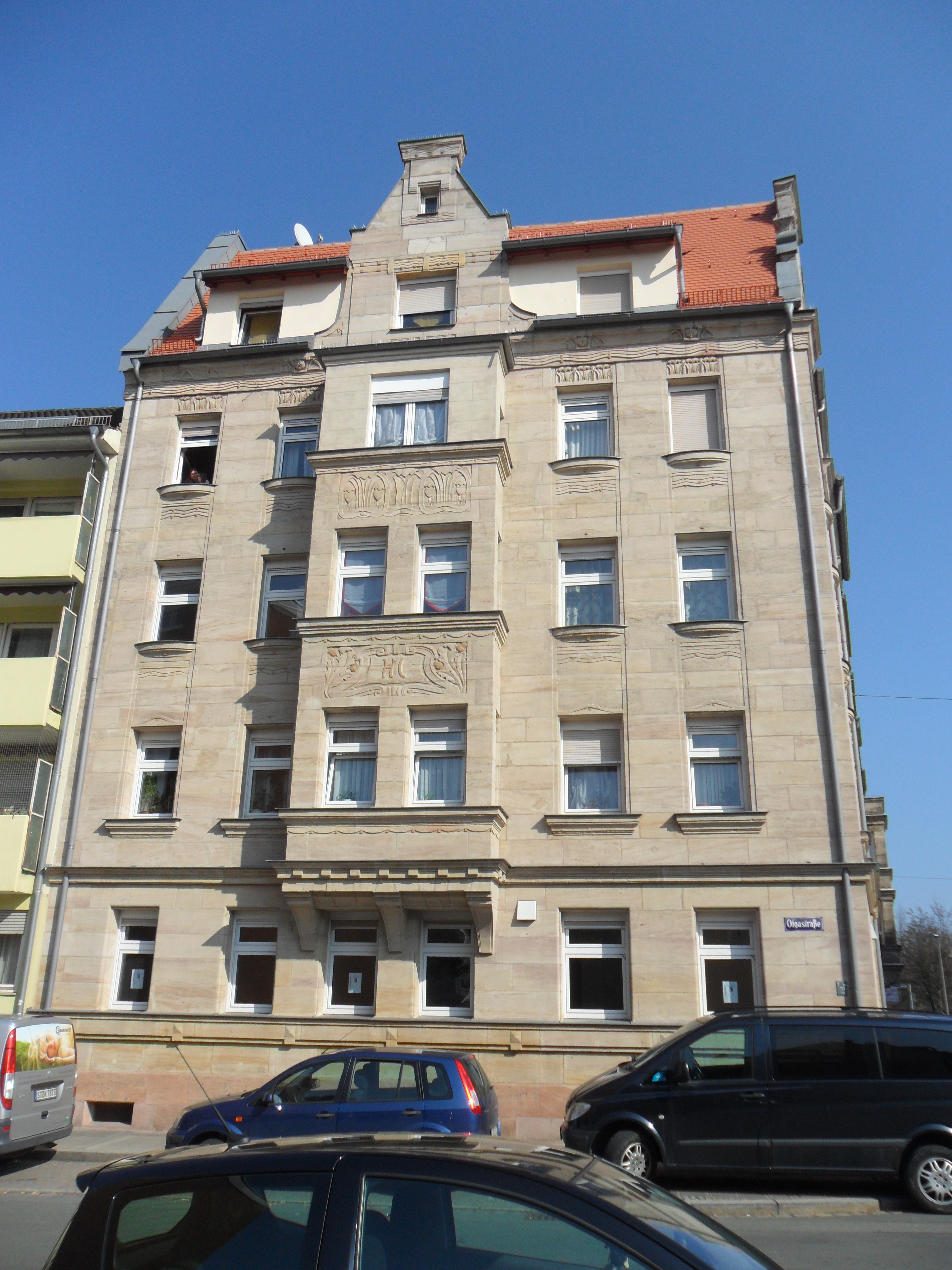
Mietshaus im Jugendstil, 1906 (Idastraße 1)
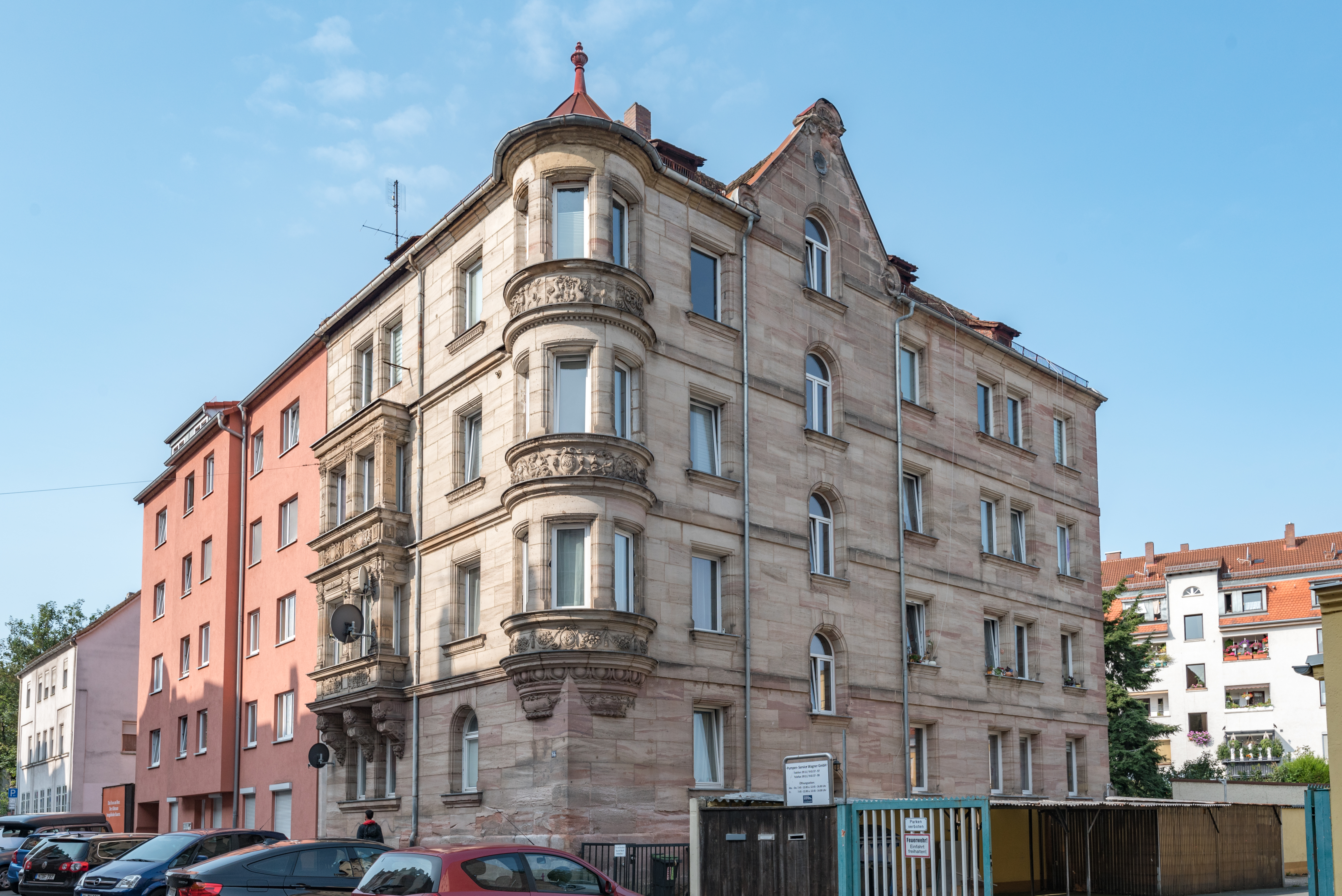
Mietshaus im Neurenaissance-Stil von 1899, Schweinauer Straße 64
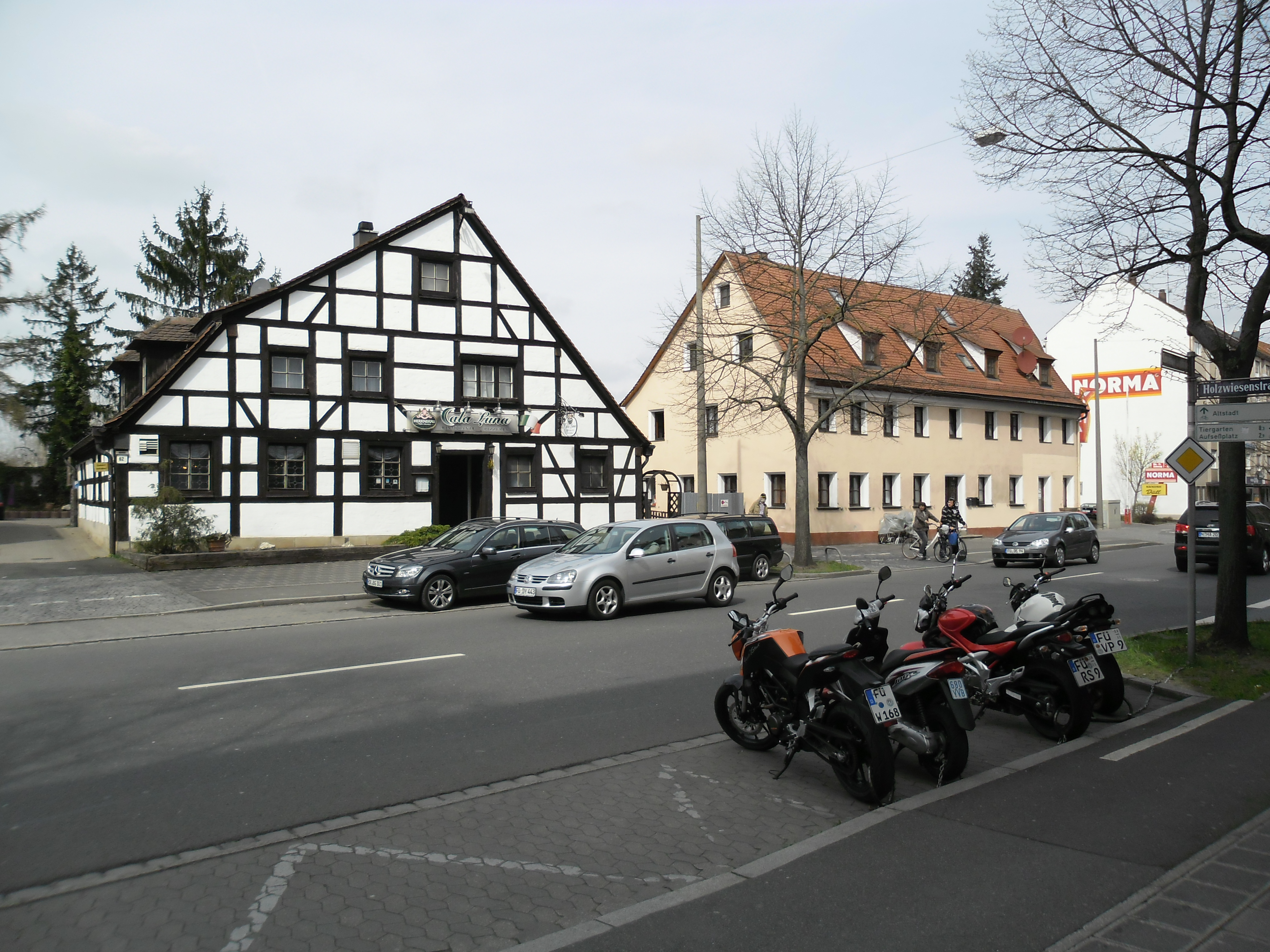
Ristorante Cala Luna in der Schweinauer Hauptstraße 62 (Fachwerkbau, im Kern 18. Jahrhundert)
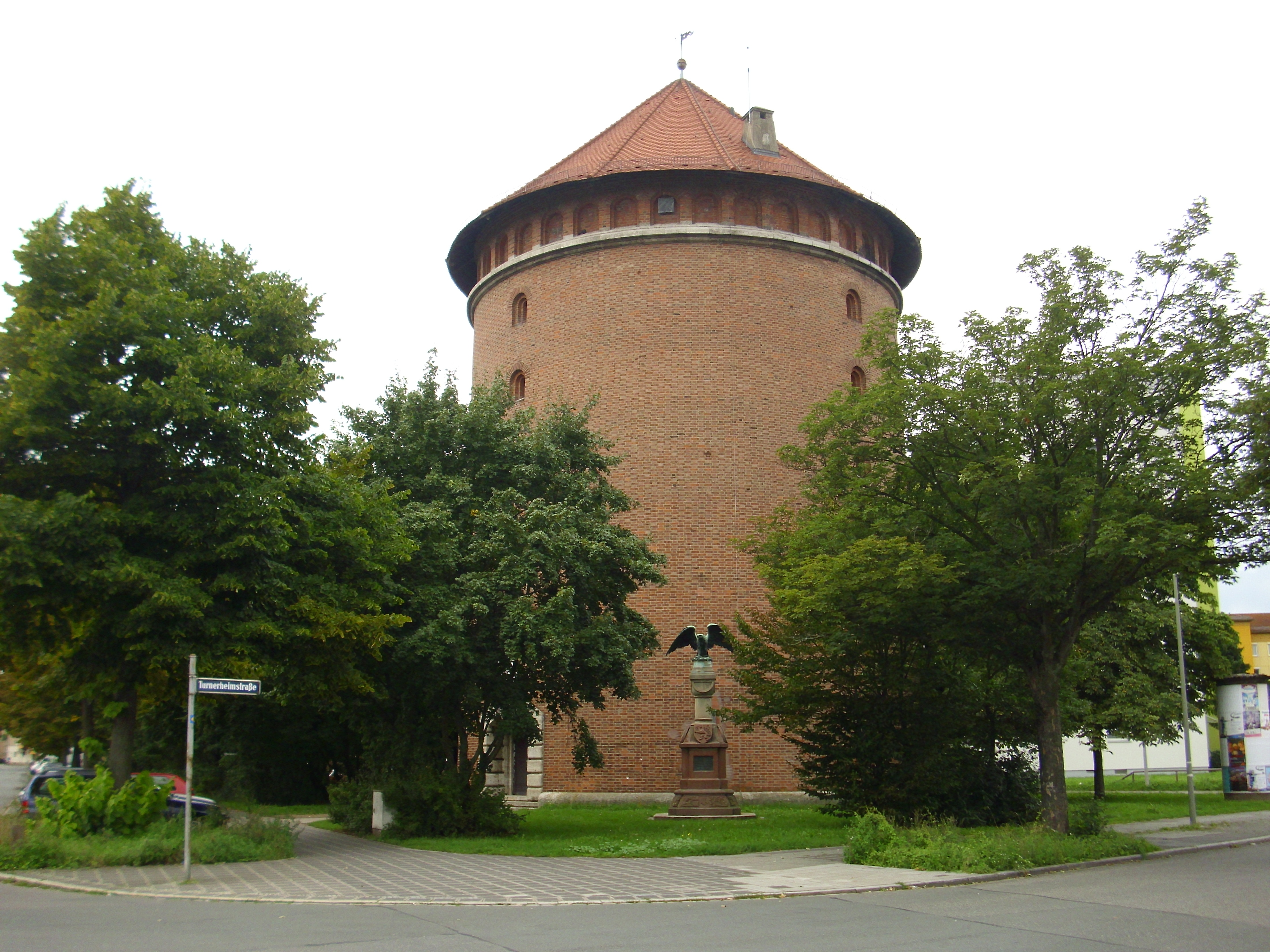
Der Hochbunker Hohe Marter in der Zweibrückener Straße 54 beherbergt das Garnisonmuseum Nürnberg
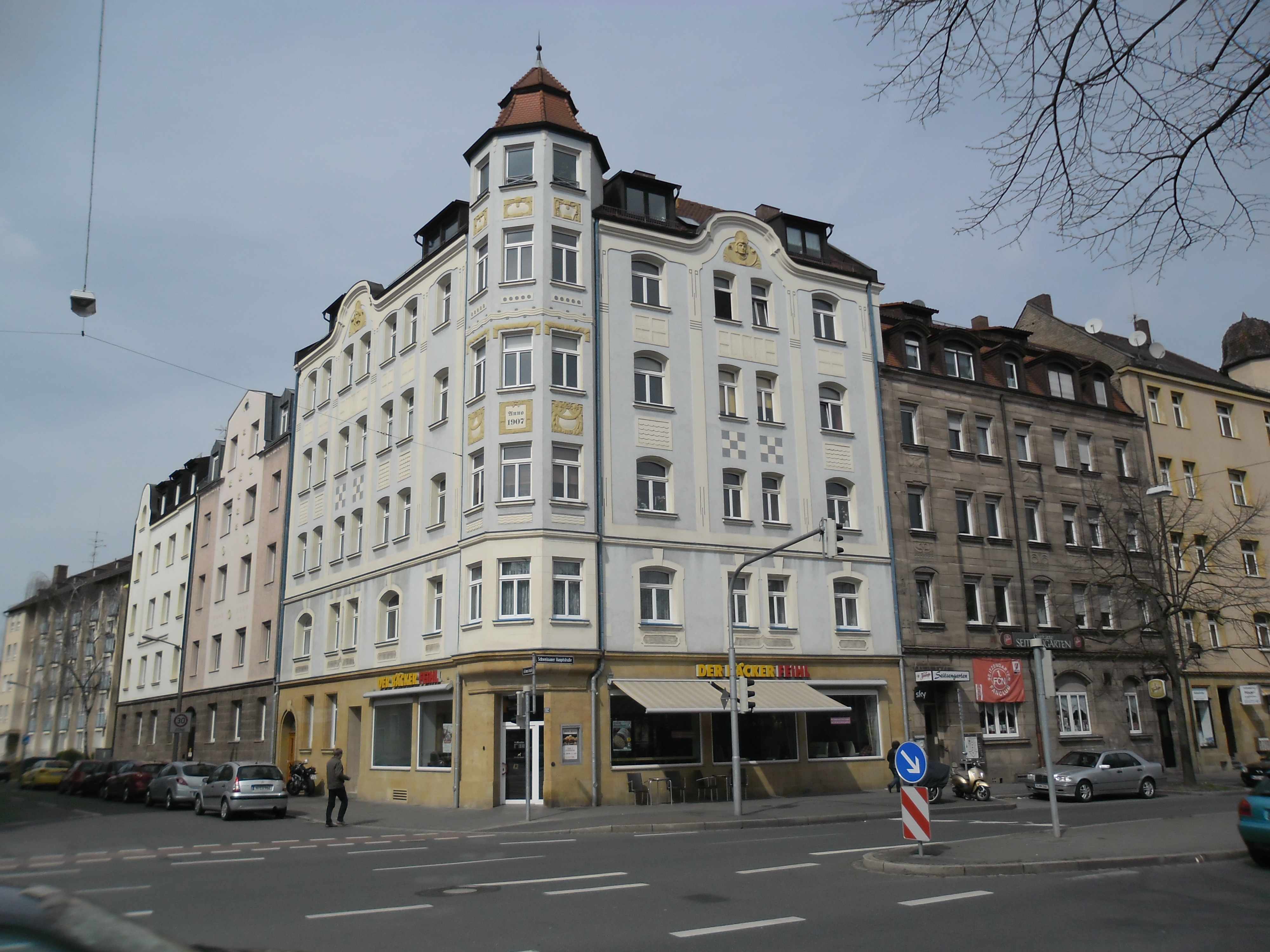
Ecke der Alfonsstraße zur Schweinauer Hauptstraße
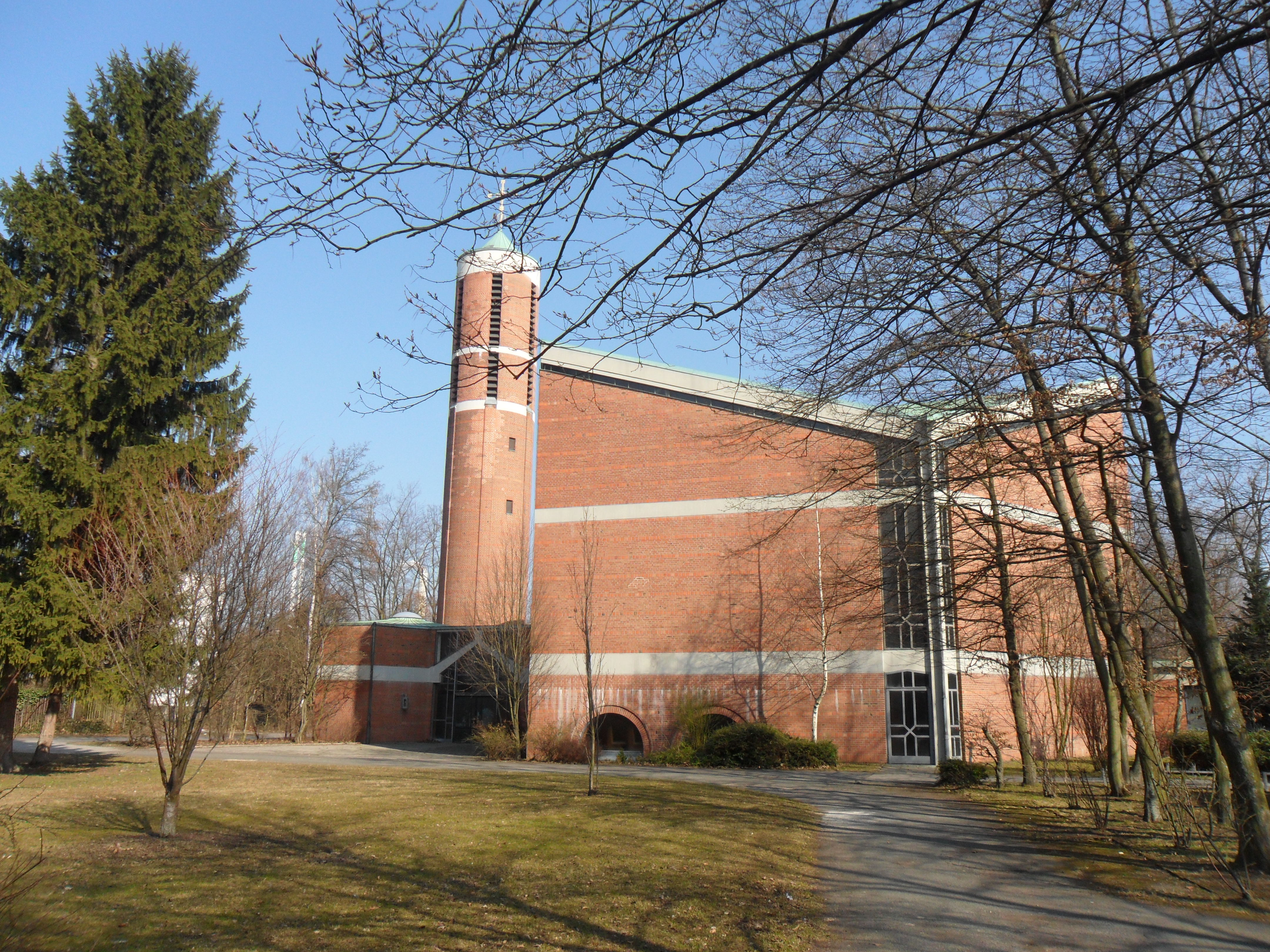
Kreuzkirche Schweinau von Olaf Andreas Gulbranson in der Lochnerstraße (1961/63)
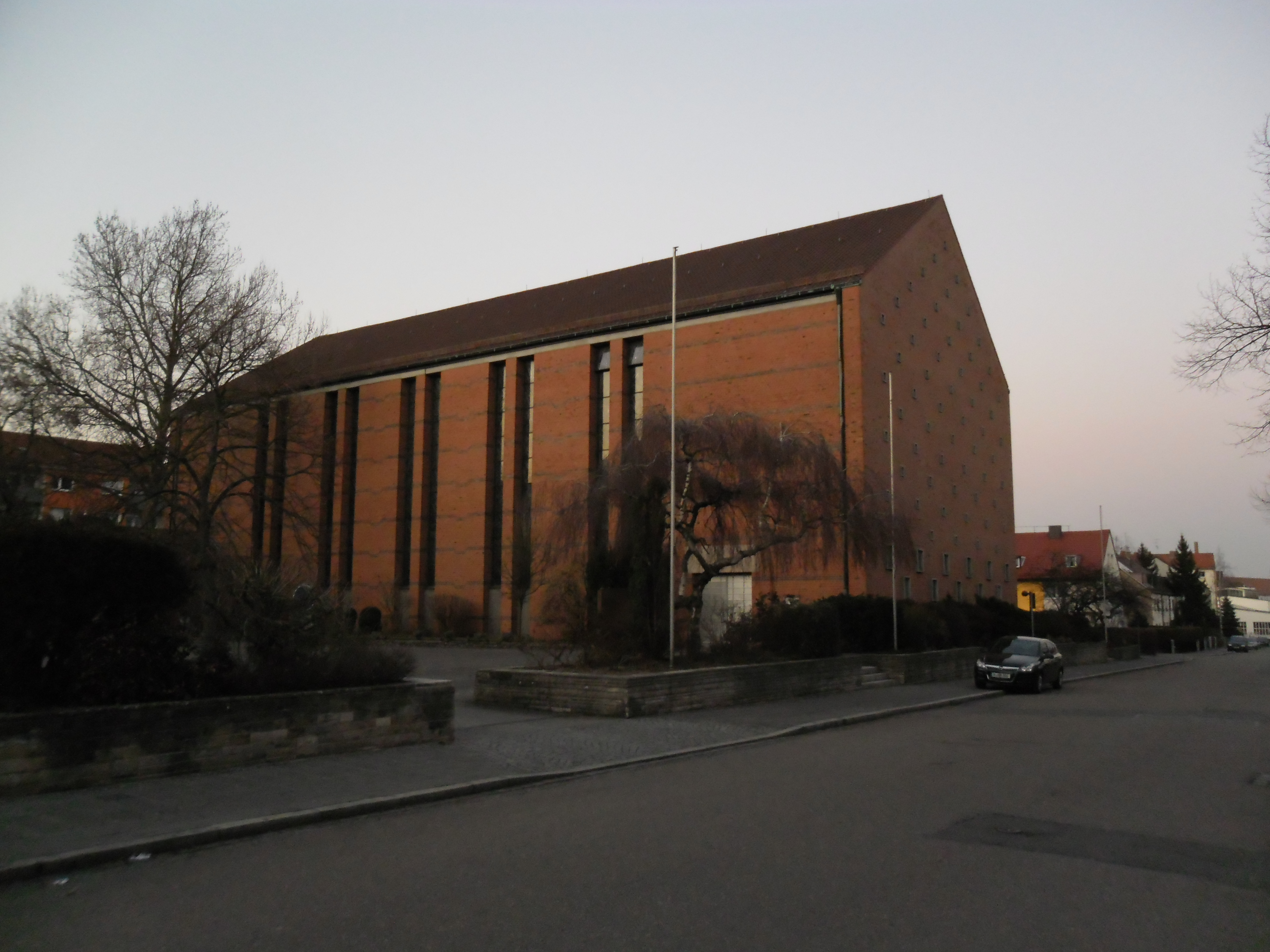
Katholische Pfarrkirche St. Wolfgang, erbaut 1957/58 (Friesenstraße 17)
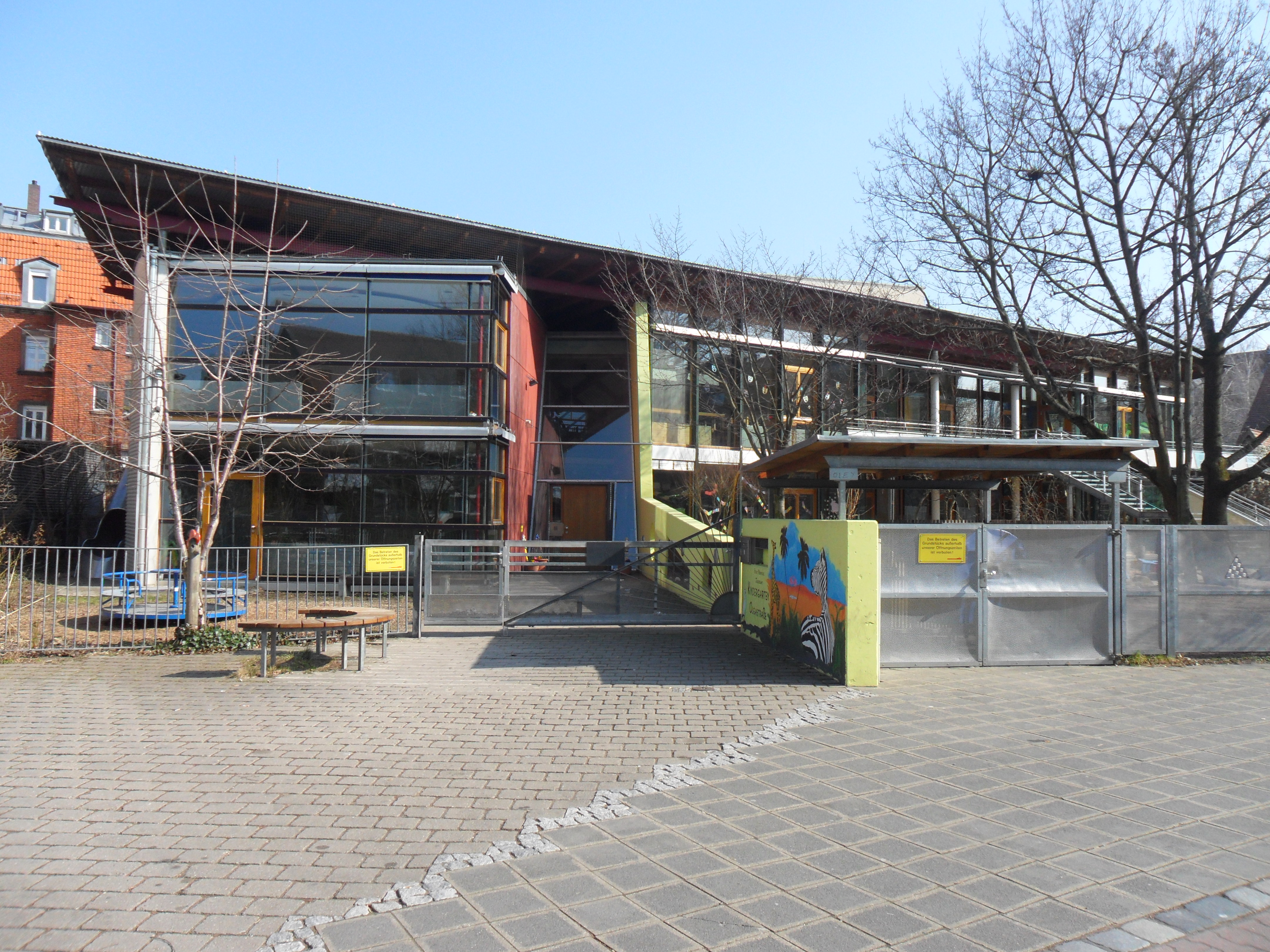
Städtischer Kindergarten Olgastraße
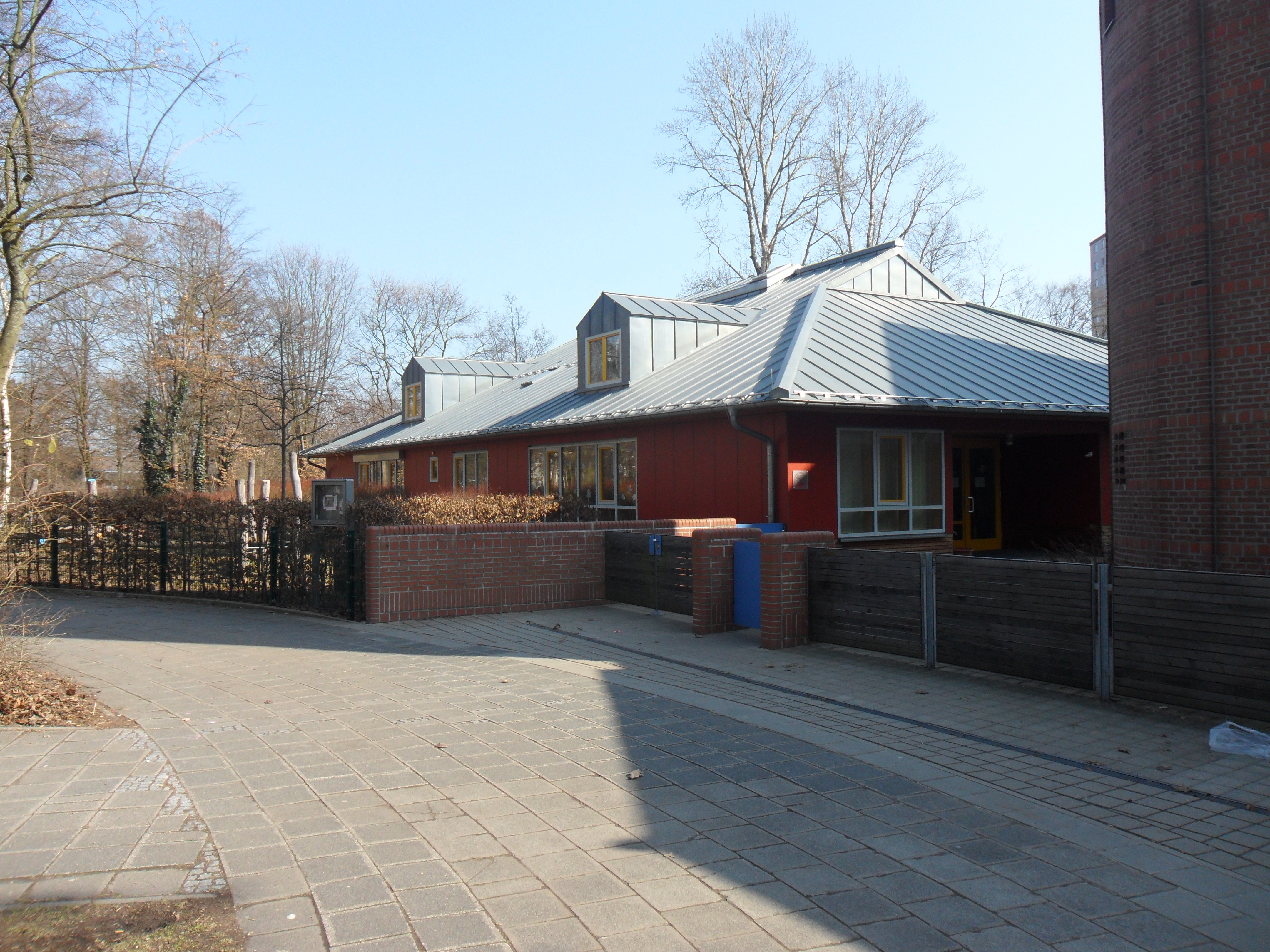
Kindertagesstätte Tausendfüßler an der Kreuzkirche
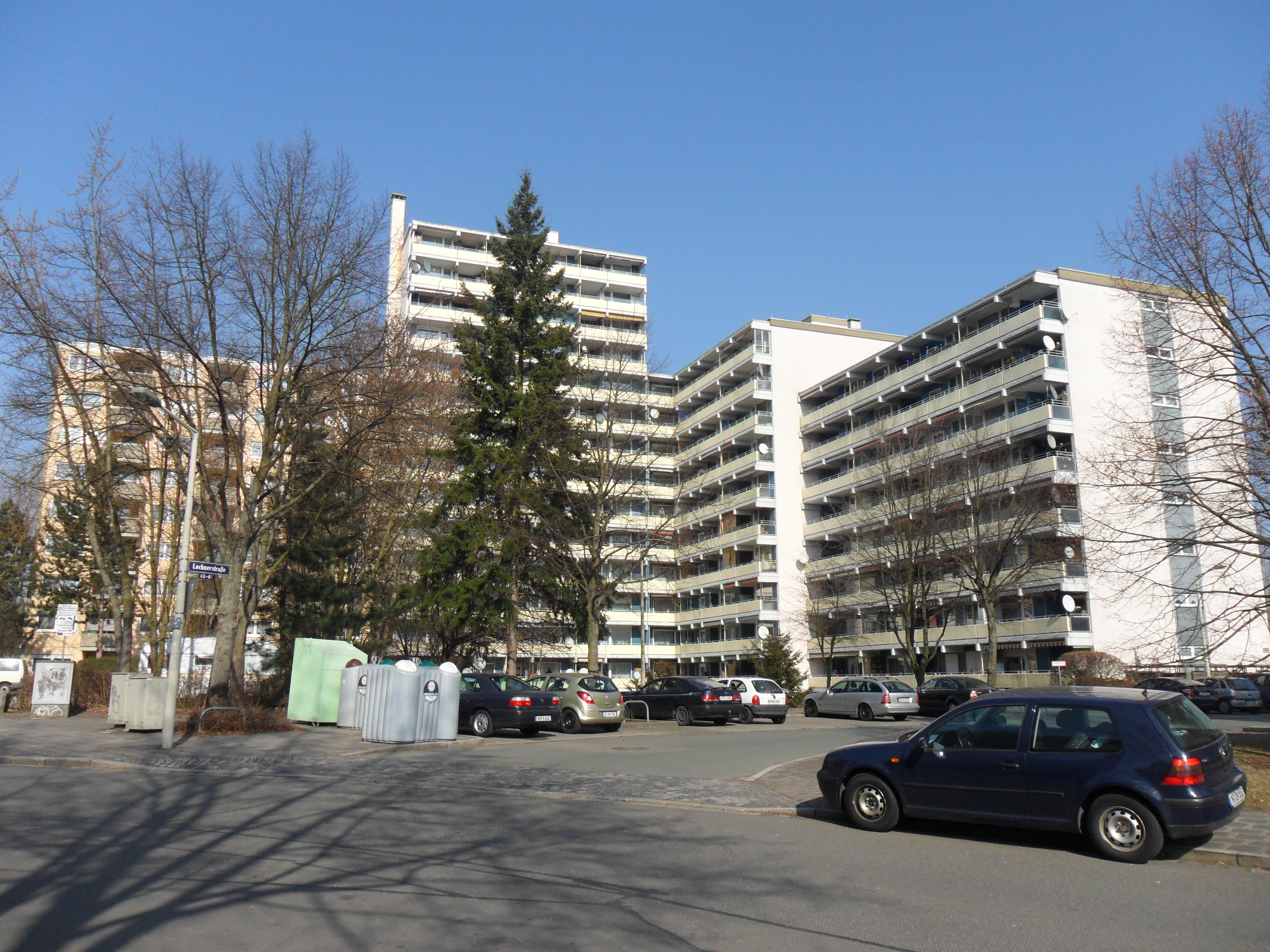
Wohnhochhäuser (Lochnerstraße 39 bis 47)
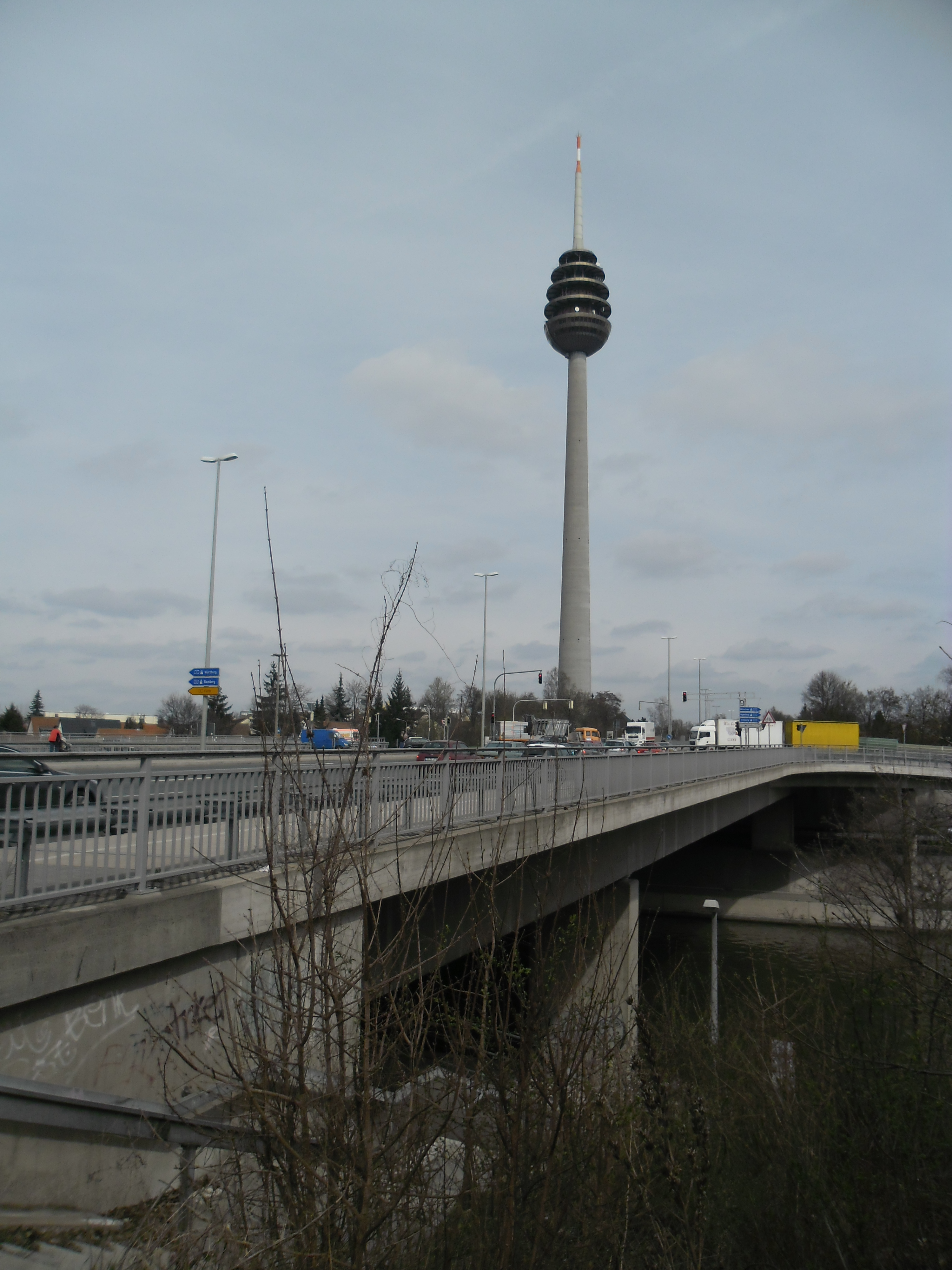
Blick auf Fernmeldeturm und Ludwig-Scholz-Brücke im Süden von Schweinau